# Grand Prairie
Pour les articles homonymes, voir Prairie.
Grand Prairie est une ville américaine située dans les comtés de Dallas, Ellis et Tarrant dans l'État américain du Texas. Grand Prairie est une banlieue de Dallas et de Fort Worth, avec une population de 175 396 habitants selon le recensement de 2010, faisant d'elle la 15e ville la plus peuplée du Texas.

## Histoire

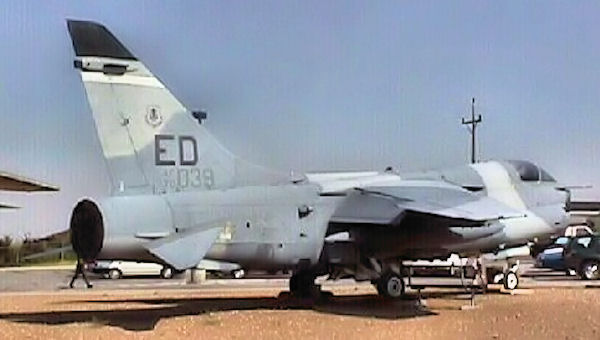
Un YA-7F produit à Grand Prairie en 1972

La ville de Grand Prairie est fondée sous le nom de Dechman par Alexander McRae Dechman en 1863. Dechman, qui était originaire de Birdville, avait appris qu’il pouvait échanger ses bœufs et ses charriots contre une terre dans le Comté de Dallas. En 1863, Dechman achète 239,5 acres (96,9 hectares) de terres sur la rive est de la Trinity River et 100 acres (40 hectares) de terres boisées sur la rive ouest de la rivière en échange d’un charriot cassé, d’un troupeau de bœufs et de $200 confédérés. Il essaya d’établir une propriété et de construire une maison mais face à des difficultés, il retourne vers sa famille à Birdville avant de participer à la Guerre de Sécession. En 1867, il dessine les plans de la ville s’étendant sur 50 acres (20 hectares) dans le Comté de Dallas.
Après la guerre, il retourne à Birdville pendant deux années avant de vendre sa ferme en 1867 et partir pour Houston où la fièvre jaune sévissait. Il déménage rapidement à Bryan. En 1876, Dechman échange la moitié de sa propriété avec la T&P Railroad pour s’assurer d’avoir une liaison ferroviaire arrivant en ville. Son fils, Alexander, a vécu à « Dechman » et dirigeait un comptoir commercial ainsi qu’une ferme. La première église était la Good Hope Cumberland Sabbath School, fondée en 1870 par le révérend Andrew Hayter. L’église est ensuite renommée West Fork United Presbyterian Church et demeure en tant que tel.
Le premier bureau de poste ouvre en 1877 sous le nom de Deckman plutôt que « Dechman ». Plus tard la même année, alors que le service postal avait adopté le nom de « Deckman », il y a confusion avec la dénomination Grand Prairie de la T&P Railroad. Le nom est inspiré des cartes dessinées entre 1850 et 1858 mentionnant la zone entre Dallas et Fort Worth comme étant « The grand prairie of Texas ». Afin de mettre fin à la confusion, le nom du bureau de poste changea pour Grand Prairie.
La ville de Grand Prairie aurait été incorporée en tant que ville en 1909. Pendant la Seconde Guerre mondiale et depuis cette période, Grand Prairie a une longue histoire commune avec la défense et l’industrie aéronavale américaine. Vought s’implanta sur Jefferson Avenue, aujourd’hui sur le territoire de Dallas mais à l’origine localisé à Grand Prairie. Durant la Seconde Guerre mondiale, la North American Aviation y produisait des P-51 Mustang. Après la guerre, Vought Aircraft quitta la ville. Le site devint Ling Temco Vought mais a aussi été un lieu de production des F-8 Crusader et des A-7 Corsair II entre 1950 et 1989. La division Missile and Space de LTV a produit des fusées ou des lance-roquettes comme Scout ou des lance-roquettes multiples.

## Géographie
Grand Prairie est situé au 32° 42′ 55″ N, 97° 01′ 01″ O (32.715266, -97.016864).
Selon le United States Census Bureau, la superficie totale de la ville est de 210 km2, dont 186,8 km2 de terre et 23,3 km2 (11,08 %) d’eau.
La Trinity River ainsi que la Johnson Creek coulent à travers Grand Prairie. La ville a déjà été inondée par la Johnson Creek et dans les années 1980, il est décidé de réguler le débit du cours d’eau afin de réduire le risque de dégâts en cas de nouvelles inondations.

### Villes limitrophes
| Euless    | Irving        | Dallas      |
| Arlington | Grand Prairie | Oak Cliff   |
| Mansfield | Cedar Hill    | Duncanville |

### Climat
Grand Prairie est considérée étant une ville située dans une région à climat subtropical humide.
| Mois                              | jan.  | fév.  | mars  | avril | mai   | juin | jui. | août | sep. | oct.  | nov. | déc.  | année |
| --------------------------------- | ----- | ----- | ----- | ----- | ----- | ---- | ---- | ---- | ---- | ----- | ---- | ----- | ----- |
| Température minimale moyenne (°C) | 2     | 4     | 8     | 13    | 18    | 22   | 24   | 24   | 20   | 14    | 8    | 3     | 13,2  |
| Température moyenne (°C)          | 7,8   | 10,6  | 14,4  | 18,9  | 23,3  | 27,2 | 30   | 30   | 25,6 | 20    | 13,9 | 8,3   | 19,2  |
| Température maximale moyenne (°C) | 14    | 16    | 20    | 24    | 29    | 33   | 36   | 36   | 31   | 26    | 19   | 14    | 24,8  |
| Record de froid (°C)              | −18,9 | −22,2 | −12,2 | −1,7  | 1,1   | 8,9  | 13,3 | 12,8 | 4,4  | −4,4  | −7,2 | −18,3 | −3,7  |
| Record de chaleur (°C)            | 33,8  | 35,6  | 37,8  | 38,3  | 41,7  | 45   | 43,3 | 44,4 | 43,9 | 41,1  | 31,7 | 32,2  | 39,1  |
| Précipitations (mm)               | 54,1  | 70,4  | 88,6  | 78    | 124,5 | 96,3 | 54,9 | 48,5 | 64,8 | 107,2 | 68,8 | 64,8  | 920,8 |

| Diagramme climatique                                  |         |         |        |           |          |          |          |          |           |         |         |
| J                                                     | F       | M       | A      | M         | J        | J        | A        | S        | O         | N       | D       |
| 14254,1                                               | 16470,4 | 20888,6 | 241378 | 2918124,5 | 332296,3 | 362454,9 | 362448,5 | 312064,8 | 2614107,2 | 19868,8 | 14364,8 |
| Moyennes : • Temp. maxi et mini °C • Précipitation mm |         |         |        |           |          |          |          |          |           |         |         |

## Démographie
| Indicateur :         | Grand Prairie | Texas | États-Unis |
| Hommes (%)           | 49,5          | 49,6  | 49,1       |
| Femmes (%)           | 50,5          | 50,4  | 50,9       |
| Âge médian           | 30,5          | 32,3  | 35,3       |
| Moins de 5 ans (%)   | 8,9           | 7,8   | 6,8        |
| 5 - 9 ans (%)        | 8,9           | 7,9   | 7,3        |
| 10 - 14 ans (%)      | 8,2           | 7,8   | 7,3        |
| 15 - 19 ans (%)      | 7,5           | 7,8   | 7,2        |
| 20 - 24 ans (%)      | 7,2           | 7,4   | 6,7        |
| 25 - 34 ans (%)      | 17,2          | 15,2  | 14,2       |
| 35 - 44 ans (%)      | 16,9          | 15,9  | 16,0       |
| 45 - 54 ans (%)      | 12,1          | 12,5  | 13,4       |
| 55 - 59 ans (%)      | 3,9           | 4,3   | 4,8        |
| 60 - 64 ans (%)      | 2,8           | 3,4   | 3,8        |
| 65 – 74 ans (%)      | 3,7           | 5,5   | 6,5        |
| 75 - 84 ans (%)      | 2,1           | 3,3   | 4,4        |
| 85 ans et + (%)      | 0,5           | 1,1   | 1,5        |
| Revenu/hab. ($)      | 18 978        | -     | -          |
| Taux de pauvreté (%) | 11,1          | 14,9  | 11,5       |

Selon le recensement de 2010, la population de Grand Prairie est de 175 396 habitants.
Au recensement de 2000, il y avait 127 427 habitants, 43 791 ménages et 32 317 familles résidant dans la ville. La densité était de 689,1 hab./km2. Il y avait 46 425 logements avec une densité moyenne de 251 hab./km2. Parmi les 43 791 ménages, 41,3 comportaient au moins un enfant de moins de 18 ans, 54,9 % étaient mariés, 13,7 % étaient des femmes propriétaires sans mari présent dans le foyer. 26,2 % n’étaient pas des familles. La densité moyenne par foyer était de 2,90 et la taille moyenne des familles de 3,38.
| Groupe             | Grand Prairie | Texas  | États-Unis |
| ------------------ | ------------- | ------ | ---------- |
| Blancs             | 29,1 %        | 45,3 % | 56,1 %     |
| Noirs              | 20,2 %        | 11,8 % | 12,6 %     |
| Asiatiques         | 6,5 %         | 3,8 %  | 4,8 %      |
| Hispaniques        | 23,5 %        | 25,1 % | 16,3 %     |
| Autres             | 17,5 %        | 11,3 % | 7,3 %      |
| 2 origines ou plus | 3,2 %         | 2,7 %  | 2,9 %      |

## Gouvernement

### Gouvernement local
Selon le rapport financier annuel de la ville de 2007-2008, les revenus de la ville atteignent les 275,5 millions de dollars alors que les dépenses sont égales à 236,4 millions de dollars. Il y avait au total 1 003,2 millions de dollars d’actifs et 424,9 millions de dollars de passifs ainsi que 305,9 de millions de dollars d’investissements.
La composition des services municipaux se fait comme tes :
| Administration                                    | Directeur         |
| ------------------------------------------------- | ----------------- |
| Directeur municipal                               | Tom Hart          |
| Responsable de l’aéroport                         | Randy Byers       |
| Directeur des Services judiciaires                | Steven Cherry     |
| Directeur financier                               | Kathleen Mercer   |
| Directeur de la planification et du développement | Bill Crolley      |
| Directeur des Services environnementaux           | Jim Cummings      |
| Secrétaire municipal                              | Cathy DiMaggio    |
| Directeur des espaces verts                       | Rick Herold       |
| Chef de la police                                 | Steve Dye         |
| Chef des politiques de la ville                   | Bill Hills        |
| Directeur des travaux publics                     | Ron McCuller      |
| Chef de caserne de pompiers                       | Clif Nelson       |
| Directeur des Ressources Humaines                 | Lisa Norris       |
| Directeur du développement numérique              | Bob O’Neal        |
| Procureur général                                 | Don Postell       |
| Directeur de bibliothèque                         | Kathy Ritterhouse |
| Directeur des transports publics                  | Jim Sparks        |
| Directeur marketing                               | Amy Sprinkles     |
| Directeur des services de management              | Cathy Patrick     |

## Économie
Selon le rapport financier annuel 2008 de la ville, les meilleurs employeurs sont :
| #  | Employeur                                 | # d’employés |
| -- | ----------------------------------------- | ------------ |
| 1  | Grand Prairie Independent School District | 3 200        |
| 2  | Lockheed Martin Missiles and Fire Control | 2 600        |
| 3  | Poly-America, Inc.                        | 1 400        |
| 4  | Bell Aircraft Corporation-Textron         | 1 300        |
| 5  | Lone Star Park de Grand Prairie           | 1 200        |
| 6  | City of Grand Prairie                     | 1 200        |
| 7  | Vought Aircraft Industries                | 700          |
| 8  | Siemens Energy & Automation, Inc.         | 600          |
| 9  | Hanson Pipe & Products                    | 500          |
| 10 | Walmart                                   | 500          |

Six Flags possède ses bureaux à Grand Prairie.
American Eurocopter, la branche américaine d’Eurocopter, a ses quartiers généraux dans la ville.
En 1978, American Airlines annonce que la compagnie souhaite faire déménager son siège de New York à la zone de Dallas/Fort Worth. La compagnie aérienne s'installe dans deux gratte-ciel de Grand Prairie. Finalement, elle déménage dans la ville voisine de Fort Worth le 17 janvier 1983.

## Éducation

### Écoles primaires et secondaires

#### Écoles publiques
Une majorité des élèves de moins de 12 ans de Grand Prairie sont scolarisés à la Grand Prairie Independent School District, qui dessert la ville et le Comté de Dallas. La Mansfield Independent School District dessert aussi Grand Prairie ainsi que le Comté de Tarrant et dirige six écoles élémentaires à travers la ville. D’autres enfants sont scolarisés dans d’autres écoles de Grand Prairie comme Arlington, Cedar Hill, Irving, Mansfield, and Midlothian qui sont toutes des Independent School District.
Au Texas, les districts scolaires ne partagent pas les mêmes frontières que les comtés pour des questions des raisons administratives à l’exception du Stafford Municipal School District dans la zone de Houston.

##### Grand Prairie Independent School District

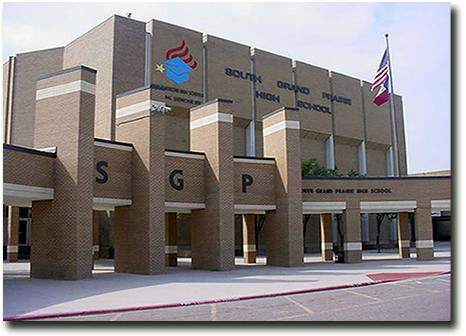
South Grand Prairie High

Les high schools du district sont Grand Prairie High School, South Grand Prairie High School, Crosswinds High School and Dubiski Career High School. Les middle schools comprennent Kennedy, Jackson, Reagan, Truman, Fannin, Arnold, and Adams.

##### Arlington Independent School District
L’Arlington ISD a la seconde plus importante population étudiante âgée de moins de douze ans du Texas. Six écoles élémentaires d’Arlington ISD sont sur le territoire de Grand Prairie. Les résidents de Grand Prairie à l’Arlington ISD sont généralement situés à l’ouest des comtés de Dallas et de Tarrant. Une des high schools d’Arlington, James Bowie High, a plus d’habitants de Grand Prairie que d’Arlington dans ses effectifs.
Les étudiants de Grand Prairie de l’Arlington ISD intègrent généralement Bowie, Sam Houston, ou Lamar High School.

##### Mansfield Independent School District
Le Mansfield ISD contient la troisième plus grande portion d’élèves de moins de douze ans de Grand Prairie. Les habitants de Grand Prairie étudiant à la Mansfield ISD sont généralement situés au sud de l’intersection de Camp Wisdom et de Lake Ridge, et à l’ouest de Joe Pool Lake du Comté de Tarrant et du Comté d'Ellis. Trois écoles de Mansfield ISD, Anna May Daulton Elementary, Louise Cabaniss Elementary et Cora Spencer Elementary, sont actuellement ouvertes sur le territoire de Grand Prairie.

## Infrastructure

### Transports

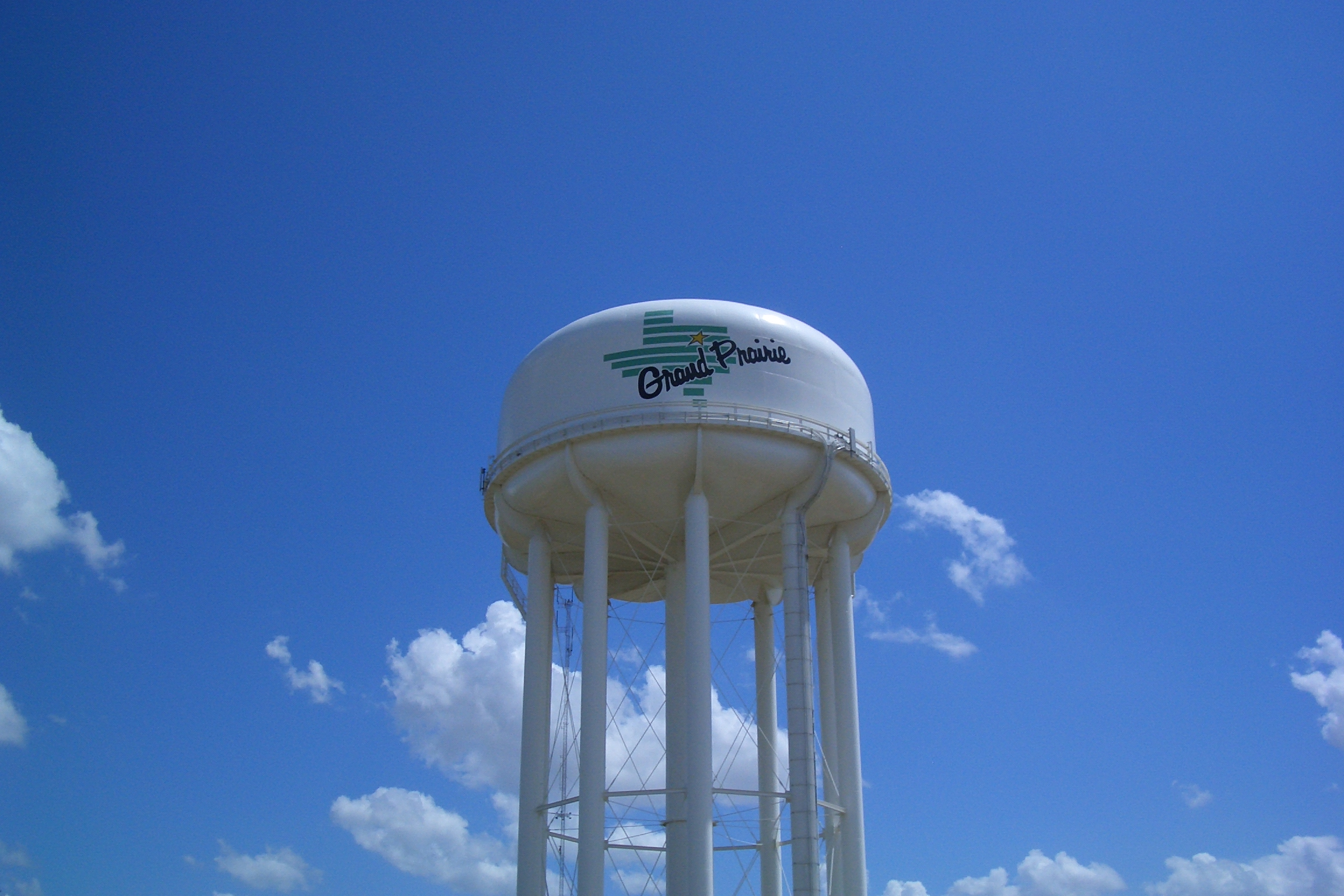
Un château d'eau non loin de la State Highway 161

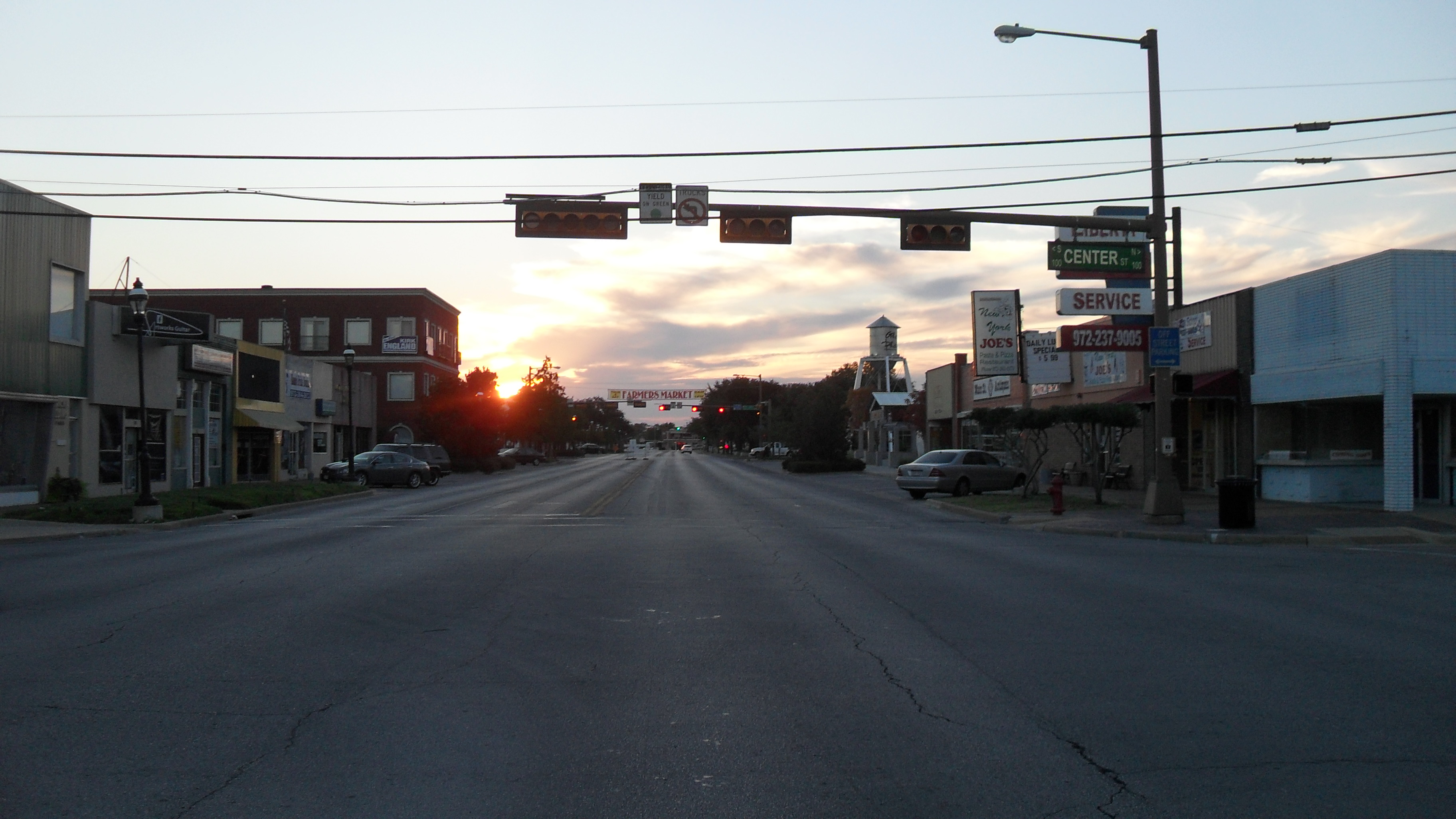
Main Street

Les Interstate 20 et Interstate 30 traversent la ville d’est en ouest. Il n’y a actuellement aucun transport public à Grand Prairie car la ville n’est pas membre du Dallas Area Rapid Transit.

## Attractions
En 1997, Lone Star Park, un hippodrome situé dans la ville, ouvre ses portes et accueille chaque dernier lundi du mois de mai (Memorial Day) le Thoroughbred Meeting, sept courses à enjeu avec des gains atteignant le million de dollar.
En 2000, le GPX Skate Park ouvre non loin du Lone Star Park. Le GPX Skate Park ferme en 2005 puis rouvre en juin 2006 grâce au comité Grand Prairie Parks and Recreation.

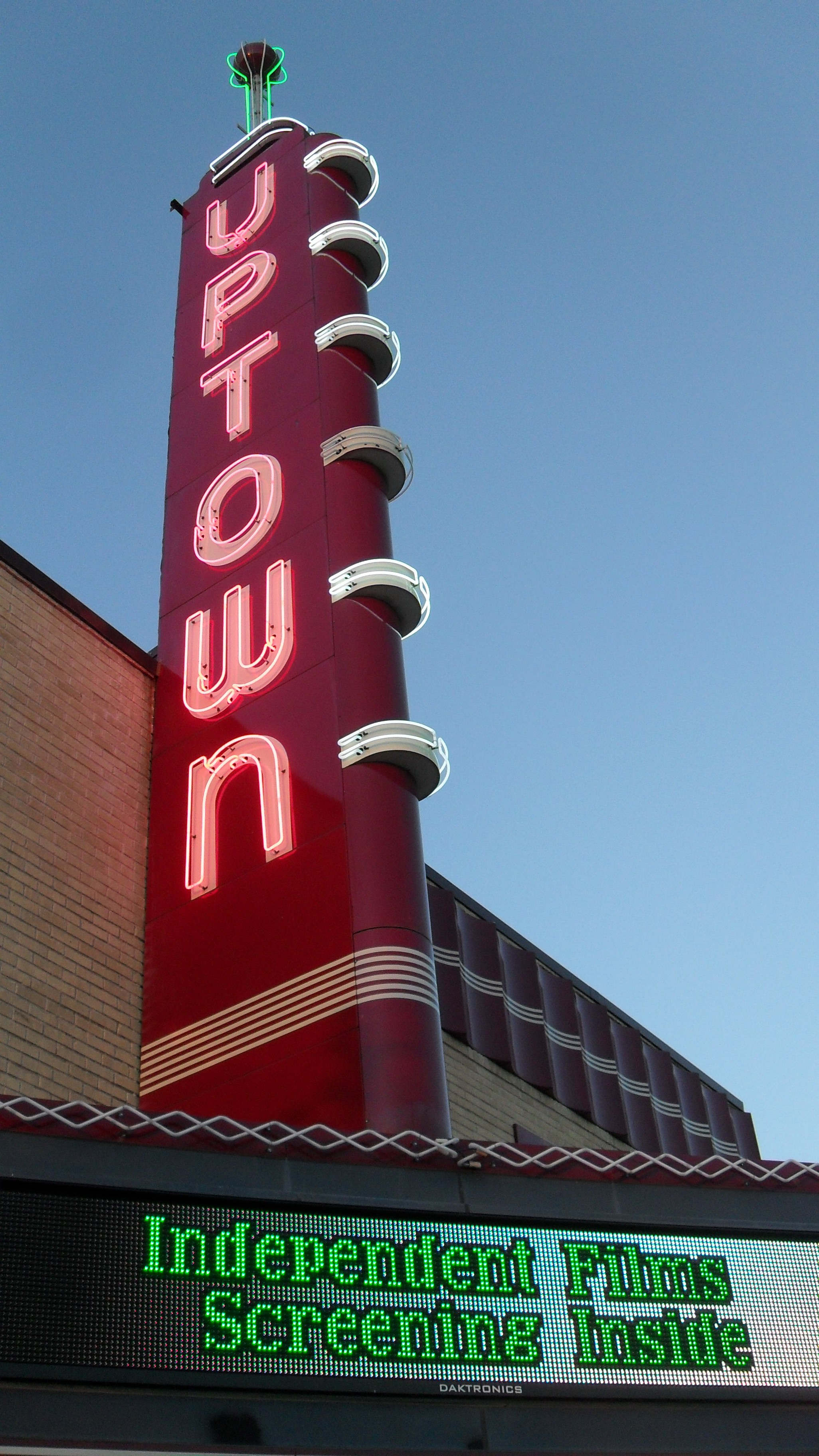
Le Uptown Theatre illuminé la nuit

La salle de concert Verizon Theatre at Grand Prairie, auparavant baptisé le NextStage Performance Theater (2002-2004) et le Nokia Live at Grand Prairie (2004-2009). De nombreux concerts sont tenus chaque année dans la salle.
- Prairie Lights est une manifestation saisonnière, avec plus de trois millions de lumières sur plus de 500 structures illuminées. Des bonhommes de neige, des rennes, des anges, des pingouins… sont représentés ainsi que le plus long tunnel de lumières.
- En 1973 le Traders Village ouvre proche de la State Highway 360, se décrivant comme le plus grand marché aux puces du Texas et accueillant du public de 8 heures au coucher du soleil. Certains événements sont organisés au Traders Village comme des salons, festivals…
- Les Grand Prairie AirHogs, une équipe de baseball évoluant dans une ligue mineure au Quiktrip Park, sont basés à Grand Prairie à la suite de la création de la franchise en mai 2007. L’équipe a joué son premier match en mai 2008.
- Le très ancien Uptown Theatre dans le centre de Grand Prairie a rouvert après un an de rénovations.

## Personnalités
- Kerry Wood (1977- ), lanceur en Ligue majeure de baseball ayant fait ses débuts à Grand Prairie ;
- Billy Miller (1979- ), acteur ayant remporté un Award pour sa performance dans Les Feux de l'amour et ayant grandi à Grand Prairie ;
- Selena Gomez (1992- ), chanteuse et actrice née à Grand Prairie.